# Lago di Balık
Il lago di  Balık (in turco: Balık Gölü, sign. "lago del pesce") è un lago d'acqua dolce sbarrato dalla lava nella provincia di Ağrı, nella Turchia orientale. È uno dei laghi del paese con la massima elevazione.

## Geografia
Il lago si trova al confine fra i distretti di Taşlıçay e Doğubeyazıt nella provincia di Ağrı. La sponda occidentale del lago si trova a Taşlıçay. La sua distanza dalla città di Taslicay è di 26 km mentre per la città di Dogubeyazit è di 60 km. Il lago si trova a 60 km da Ağrı.
Formato a causa di una diga di lava, la geologia e geomorfologia del lago mostra caratteristiche delle ofioliti e delle rocce sedimentarie. Si trova tra le montagne a circa 2.250 m sopra il livello del mare, cosa che lo rende uno dei laghi più alti del paese. La profondità massima è di 37 metri.
Il lago è alimentato da numerosi torrenti provenienti dalle montagne circostanti e dalle falde acquifere e, a sua volta, alimenta il torrente Gürgüre che nasce sulla sponda sud-est.
Il lago si trova in una zona con clima continentale. Gli inverni sono rigidi e la primavera e l'autunno sono brevi. Le precipitazioni cadono prevalentemente sotto forma di neve piuttosto che di pioggia. In inverno, il lago ghiaccia e viene coperto da ghiaccio di spessore fino a 20 cm.

## Fauna e flora
In particolare il sud-est della zona umida è coperto di canneti. Nelle immediate vicinanze del lago ci sono terreni agricoli e prati. La fauna lacustre è composta da diverse specie di uccelli. Un'isola di superficie pari a 0,15 ettari è zona di nidificazione dell'orco marino, cosa che ha valso al lago la denominazione di Important Bird Area. Il lago è quindi un habitat di importanza nazionale per uccelli acquatici, tuttavia non è protetto. La trota dell'Atlante presente nel lago viene consumata come cibo e anche usata come medicina nei trattamenti ortopedici come fratture e lussazioni. La fauna osservata nella zona intorno al lago comprende fra gli uccelli l'aquila, il falco, la pernice, l'anitra selvatica, il gabbiano, la quaglia e la beccaccia e fra i mammiferi lepri, volpi e lupi.